# Corralito (Córdoba)
Corralito es una localidad situada en el departamento Tercero Arriba, Pedanía El Salto, provincia de Córdoba, Argentina.
Se encuentra situada sobre la ruta provincial 9, a 100 km de la capital provincial, la ciudad de Córdoba. Se encuentra a 28,4 km de Almafuerte, Córdoba Argentina y a 21,8 km de la localidad de Río Tercero, Córdoba Argentina.  
Cada 1 de diciembre Corralito celebra su aniversario por la llegada de su primer tren, en 1913.
En el año 2013, Corralito festejó su centenario organizado por la Municipalidad de Corralito.  

## Economía
La principal actividad económica de la localidad es la agricultura seguida por la ganadería, siendo el principal cultivo la soja.
Entre los principales emprendimientos industriales de Corralito, se encuentra una planta dedicada al almacenamiento y conservación de cereales, para luego ser trasladados a la planta de deshidratación de alimentos y producción de aceites (AGD) ubicada en la localidad de General Deheza, Córdoba, así como también una empresa local dedicada a la producción de aceite, llamada Trisoil.

## Toponimia
El nombre procede de un sitio que se encontraba al oeste del actual trazado urbano, conocido como «La Posta», «La Loma» o «La Laguna del Corralito».
Allí existía, hasta que en los setenta la laguna desapareció por el avance de la agricultura, era el único existente entre los ríos Xanaes (Segundo) y Ctalamochita (Tercero). Por otra parte, al encontrarse el lugar al pie de las sierras, actuaba, de alguna manera, como sitio compensador del agua que bajaba.
Junto a la misma, se erigía una posta. Allí los viajeros se detenían a descansar y cambiar sus caballos. Estaba ubicada en el «Camino Real», que unía entonces a la ciudad de Córdoba con la ciudad de Río Cuarto. Era, sin dudas, un punto de referencia en el camino.

## Historia
Su población indígena fue la comechingona, a partir de hallazgos de elementos de la cultura comechingona, se dedujo que en torno a un espejo de agua (Laguna del Corralito) habían existido previamente asentamientos indígenas.
La llegada del tren entre el epílogo del siglo 19 y principios del 20, cambiaría para siempre los paisajes de la zona. Las estaciones construidas por la compañía inglesa a cargo del tendido férreo, harían que junto a las mismas se conformaran muchas de las poblaciones actuales. Éstas adoptarían el nombre de las estaciones, las que, a su vez, habían tomado el nombre de sitios cercanos. Ese fue el caso de Corralito.
La llegada del ferrocarril hizo que no solamente naciera la localidad, sino que se desarrollara a partir de aquel medio de comunicación que representaba toda una novedad para la época, además de ser una especie de cordón umbilical que abastecía a las nacientes comunidades.
Las rutas pavimentadas recién estaban planificándose. Corralito, sería por años con el tren, como había sucedido con la antigua posta, otro punto de referencia para quienes se trasladaban en los trenes de pasajeros y también para las formaciones de carga.
De una posta, que había sido referencial para los viajeros del siglo 19, con el tren, había nacido un pueblo en los principios del siglo 20, que también cumpliría la misma función.

## Geografía
Está ubicada en el departamento Tercero Arriba, sobre la ruta s-253 que une Despeñaderos con la ciudad de Río Tercero. Su geografía se caracteriza por planicies, constituyendo una región geomorfológica extensa de la provincia apta para la práctica de agricultura extensiva. Los suelos poseen una suave pendiente hacia el este.
Sismicidad
La sismicidad de la región de Córdoba es frecuente y de intensidad baja, y un silencio sísmico de terremotos medios a graves cada 30 años en áreas aleatorias.

## Deportes
El principal club de fútbol es el Centro Juventud Agrario de Corralito.

## Política
Como nota distintiva, en el proceso electoral llevado a cabo el 7 de agosto de 2011 resultó elegido Juan Carlos Scotto (hijo del anterior intendente de la localidad) con 27 años.

## Población
Según el último censo nacional, la localidad cuenta con 1904 habitantes (Indec, 2022), lo que representa un incremento del 9,2% frente a los 1727 habitantes (Indec, 2010) del censo anterior.  
| Gráfica de evolución demográfica de Corralito entre 1991 y 2022 |
|                                                                 |
| Fuente: Censos nacionales del INDEC                             |

## Personajes célebres
- José Viñals, Poeta radicado en España.